# Johannes Bodaeus van Stapel

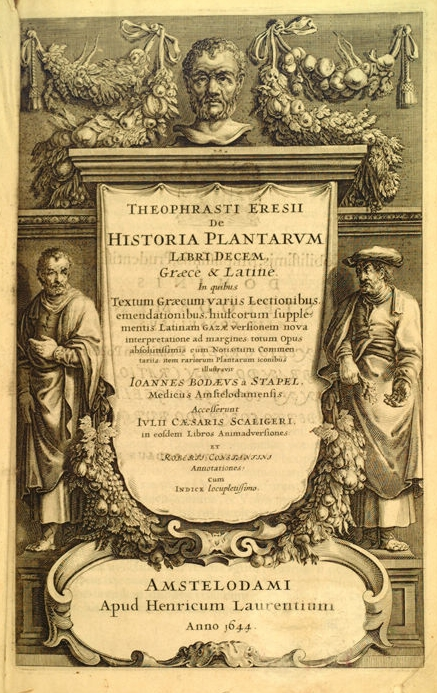
Das Frontispiz zu einer illustrierten Ausgabe der Historia Plantarum des altgriechischen Gelehrten Theophrastus aus dem Jahr 1644

Johannes Bodaeus van Stapel (* 1602 in Amsterdam; † 1636) war ein holländischer Arzt und Botaniker.

## Leben
Im Rahmen seines Medizin-Studiums in Leiden wurde er von Adolphus Vorstius (1597–1663) in Botanik ausgebildet. Er verfasste nach gründlichen Studien ein Manuskript über die von Theophrast in der Antike beschriebenen Pflanzen. Die Veröffentlichung dieser Arbeit erlebte er allerdings nicht mehr. Sie wurde 1644 von seinem Vater, dem Mediziner Egbert Bodaeus, herausgegeben und gehört zu den grundlegenden Darstellungen über das Werk des antiken Naturforschers. Sein Leidener Kollege, der Humanist Caspar van Baerle widmete ihm ein lateinisches Gedicht.

## Ehrentaxon
Carl von Linné benannte ihm zu Ehren die Gattung der Stapelien (Stapelia) der Pflanzenfamilie der Hundsgiftgewächse (Apocynaceae).

## Werk
- Theophrastus Eresius. De Historia Plantarum Libri Decem, Graece & Latine. In quibus textum Graecum variis lectionibus, emendationibus, hiulcorum supplementis:... item rariorum plantarum iconibus illustravit Joannes Bodaeus a Stapel, medicus amstelodamensis, accesserunt Iulii Caesaris Scaligeri, in eosdem libros animadversiones: et Roberti Constantini, annotationes cum indice locupletissimo, Amstelodami, 1644.